# Смольян, Иван Оттонович
Иван Оттонович Смольян (1815—1873) — русский педагог, главный инспектор училищ Западной Сибири, действительный статский советник. 

## Биография
Родился в 1815 году.
В 1835 году окончил 3-ю Санкт-Петербургскую гимназию и поступил в Санкт-Петербургский университет. По окончании в 1839 году со званием действительного студента 1-го отделения (историко-филологического) философского факультета университета, он был назначен учителем в Кронштадтское уездное училище, а оттуда перемещён в Псковскую гимназию. После этого преподавал в Вологодской гимназии, а затем во 2-й Санкт-Петербургской.
В 1847 году он получил место секретаря Петергофского дворцового правления, а в 1853 году по болезни вышел в отставку.
В 1859 году вернулся на службу — сверхштатным учителем 5-й Санкт-Петербургской гимназии. Затем занимал должность директора училищ Архангельской и Санкт-Петербургской губерний. В 1869 году был назначен главным инспектором училищ Западной Сибири. На этой должности, убеждённый долголетним опытом, что нежелание сельского населения обучать детей грамоте в значительной степени объясняется невежественностью и малограмотностью учителей, он стал хлопотать об учреждении учительской семинарии, которая и была открыта в Омске 1 декабря 1872 года. Выработанный им проект устройства училищ в степных областях был одобрен учёным комитетом министерства народного просвещения. На свои собственные средства Смольян открыл в Омске в 1870 году бесплатную школу для девочек. Заботясь о правильной организации женских гимназий и прогимназий, он составил инструкцию преподавания в этих учебных заведениях.
С 29 января 1871 года состоял в чине действительного статского советника. Был награждён орденами Св. Станислава 2-й степени с императорской короной (1865) и Св. Анны 2-й степени (1868).
Умер 19 апреля (1 мая) 1873 года в Омске.